# Watney
Watney is een historisch merk van motorfietsen, gevoerd door de firma Watts Ltd., Lydney, Gloucestershire (1922-1923).
Het is een klein Engels merk dat 269 cc Villiers- 293 cc JAP- en 346 cc Blackburne-blokken inbouwde.